# Atletica leggera ai Giochi della XXIX Olimpiade - 100 metri piani maschili
Ai Giochi della XXIX Olimpiade, tenutisi a Pechino nel 2008, la competizione dei 100 metri piani maschili si è svolta il 15 e il 16 agosto presso lo Stadio nazionale di Pechino.

## Presenze ed assenze dei campioni in carica
| Competizione         | Atleta           | Prestazione | Pechino 2008 |
| -------------------- | ---------------- | ----------- | ------------ |
| Olimpiadi 2004       | Justin Gatlin    | 9”85        | Squalificato |
| Commonwealth 2006    | Asafa Powell     | 10”03       | Presente     |
| Europei 2006         | Francis Obikwelu | 9”99        | Presente     |
| Coppa del mondo 2006 | Tyson Gay        | 9”88        | Presente     |
| Asiatici 2006        | Yahya Habib      | 10”32       | Non qual.    |
| Panamericani 2007    | Churandy Martina | 10”15       | Presente     |
| Africani 2007        | Olusoji Fasuba   | 10”18       | Presente     |
| Mondiali 2007        | Tyson Gay        | 9”85        | Presente     |
|                      |                  |             |              |
| Mondiali junior 2004 | Ivory Williams   | 10”29       | Non qual.    |

## Cronoprogramma
| 10 Batterie        | 15 agosto, ore 9:45  | 80 partenti    | Si qualificano i primi 3 + i 10 migliori tempi. |
| 5 Quarti di finale | 15 agosto, ore 19:45 | 40 concorrenti | Si qualificano i primi 3 + il miglior tempo.    |
| 2 Semifinali       | 16 agosto, ore 20:05 | 8 + 8          | Si qualificano i primi 4 di ciascuna semifinale |
| Finale             | 16 agosto, ore 22:30 | 8 concorrenti  |                                                 |

## Gara
Nei quarti di finale ben tre atleti scendono sotto i 10" netti: Usain Bolt (9"92), l'antillano Churandy Martina e Richard Thompson di Trinidad (9"99 per entrambi).
In semifinale il loro numero sale a sette. Il miglior tempo è di Usain Bolt: 9"85 nella prima serie. Per il giamaicano è il primo record: ha stabilito il miglior tempo di sempre nel turno che qualifica alla finale. Sorprende l'eliminazione di Tyson Gay, considerato uno dei favoriti, che giunge quinto nella seconda serie.
In finale parte bene Richard Thompson, ma già ai 40 metri rinviene prepotentemente Bolt che si avvia a vincere con una velocità mai vista in precedenza. Il cronometro segna 9"69: è il nuovo record del mondo. Il giamaicano ha dominato totalmente la gara. Dietro di lui, Thompson, Walter Dix (USA), Michael Frater (Giamaica) e Martina, tutti con il record personale. Delude Asafa Powell, l'ex primatista mondiale, che manca un altro appuntamento importante: è solo quinto con 9"95.

## Batterie
Venerdì 15 agosto.
Si qualificano per il secondo turno i primi 3 classificati di ogni batteria. Vengono ripescati i 10 migliori tempi degli esclusi.

### 1ª Batteria
Ore 9:45.

| Pos. | Corsia | Atleta          | Paese             | Tempo | Note |
| ---- | ------ | --------------- | ----------------- | ----- | ---- |
| 1    | 3      | Usain Bolt      | Giamaica          | 10"20 | Q    |
| 2    | 9      | Daniel Bailey   | Antigua e Barbuda | 10"24 | Q    |
| 3    | 6      | Vicente Lima    | Brasile           | 10"26 | Q    |
| 4    | 2      | Jenris Vizcaíno | Cuba              | 10"28 | Q    |
| 5    | 4      | Fabio Cerutti   | Italia            | 10"49 |      |
| 6    | 5      | Jurgen Themen   | Suriname          | 10"61 | RP   |
| 7    | 8      | Moses Kamut     | Vanuatu           | 10"81 |      |
| 8    | 7      | Francis Manioru | Isole Salomone    | 11"09 |      |

### 2ª Batteria
Ore 9:53.

| Pos. | Corsia | Atleta          | Paese               | Tempo | Note |
| ---- | ------ | --------------- | ------------------- | ----- | ---- |
| 1    | 5      | Asafa Powell    | Giamaica            | 10"16 | Q    |
| 2    | 3      | Kim Collins     | Saint Kitts e Nevis | 10"17 | Q    |
| 3    | 7      | Craig Pickering | Gran Bretagna       | 10"21 | Q    |
| 4    | 2      | Daniel Grueso   | Colombia            | 10"35 | Q    |
| 5    | 9      | Dariusz Kuć     | Polonia             | 10"44 | Q    |
| 6    | 8      | Béranger Bossé  | Rep. Centrafricana  | 10"51 |      |
| 7    | 6      | Aisea Tohi      | Tonga               | 11"17 |      |
| 8    | 4      | Roman Cress     | Isole Marshall      | 11"18 |      |

### 3ª Batteria
Ore 10:01.

| Pos. | Corsia | Atleta             | Paese                     | Tempo | Note |
| ---- | ------ | ------------------ | ------------------------- | ----- | ---- |
| 1    | 8      | Richard Thompson   | Trinidad e Tobago         | 10"24 | Q    |
| 2    | 5      | Martial Mbandjock  | Francia                   | 10"26 | Q    |
| 3    | 4      | Simone Collio      | Italia                    | 10"32 | Q    |
| 4    | 2      | Aziz Zakari        | Ghana                     | 10"34 | Q    |
| 5    | 6      | Andrew Hinds       | Barbados                  | 10"35 | Q    |
| 6    | 3      | Suryo Agung Wibowo | Indonesia                 | 10"46 |      |
| 7    | 7      | Jared Lewis        | Saint Vincent e Grenadine | 11"00 |      |
| 8    | 9      | Rabangaki Nawai    | Kiribati                  | 11"29 |      |

### 4ª Batteria
Ore 10:09.

| Pos. | Corsia | Atleta                        | Paese             | Tempo | Note |
| ---- | ------ | ----------------------------- | ----------------- | ----- | ---- |
| 1    | 3      | Michael Frater                | Giamaica          | 10"15 | Q    |
| 2    | 4      | Pierre Browne                 | Canada            | 10"22 | Q    |
| 3    | 6      | Darrell Brown                 | Trinidad e Tobago | 10"22 | Q    |
| 4    | 7      | Nobuharu Asahara              | Giappone          | 10"25 | Q    |
| 5    | 9      | Holder da Silva               | Guinea-Bissau     | 10"58 |      |
| 6    | 2      | Idrissa Sanou                 | Burkina Faso      | 10"63 |      |
| 7    | 8      | Ghyd-Kermeliss-Holly Olonghot | Rep. del Congo    | 11"01 |      |
| 8    | 5      | Massoud Azizi                 | Afghanistan       | 11"45 |      |

### 5ª Batteria
Ore 10:17.

| Pos. | Corsia | Atleta                | Paese           | Tempo | Note |
| ---- | ------ | --------------------- | --------------- | ----- | ---- |
| 1    | 2      | Tyson Gay             | Stati Uniti     | 10"22 | Q    |
| 2    | 5      | Olusoji Fasuba        | Nigeria         | 10"29 | Q    |
| 3    | 4      | José Carlos Moreira   | Brasile         | 10"29 | Q    |
| 4    | 7      | Ángel David Rodriguez | Spagna          | 10"34 | Q    |
| 5    | 9      | Lukas Milo            | Rep. Ceca       | 10"52 |      |
| 6    | 8      | Mhadjou Youssouf      | Comore          | 10"62 | RP   |
| 7    | 3      | Danny D'Souza         | Seychelles      | 11"00 |      |
| 8    | 6      | Shanahan Sanitoa      | Samoa Americane | 12"60 |      |

### 6ª Batteria
Ore 10:25.

| Pos. | Corsia | Atleta                  | Paese         | Tempo | Note |
| ---- | ------ | ----------------------- | ------------- | ----- | ---- |
| 1    | 5      | Tyrone Edgar            | Gran Bretagna | 10"13 | Q    |
| 2    | 6      | Darvis Patton           | Stati Uniti   | 10"25 | Q    |
| 3    | 7      | Ronald Pognon           | Francia       | 10"26 | Q    |
| 4    | 2      | Kai Hu                  | Cina          | 10"39 | Q    |
| 5    | 4      | Abdullah Al Sooli       | Oman          | 10"53 | RP   |
| 6    | 8      | Desislav Gunev          | Bulgaria      | 10"66 |      |
| 7    | 3      | Ali Shareef             | Maldive       | 11"11 | RN   |
| 8    | 9      | Souksavanh Tonsacktheva | Laos          | 11"51 |      |

### 7ª Batteria
Ore 10:33.

| Pos. | Corsia | Atleta               | Paese              | Tempo | Note |
| ---- | ------ | -------------------- | ------------------ | ----- | ---- |
| 1    | 4      | Francis Obikwelu     | Portogallo         | 10"25 | Q    |
| 2    | 2      | Obinna Metu          | Nigeria            | 10"34 | Q    |
| 3    | 5      | Walter Dix           | Stati Uniti        | 10"35 | Q    |
| 4    | 6      | Anson Henry          | Canada             | 10"37 | Q    |
| 5    | 8      | Dmytro Hluščenko     | Ucraina            | 10"57 |      |
| 6    | 3      | Calvin Kang          | Singapore          | 10"73 |      |
| 7    | 9      | Jesse Tamangrow      | Palau              | 11"38 | RP   |
| 8    | 7      | Michandong Reginaldo | Guinea Equatoriale | 11"61 |      |

### 8ª Batteria
Ore 10:41.

| Pos. | Corsia | Atleta                | Paese      | Tempo | Note |
| ---- | ------ | --------------------- | ---------- | ----- | ---- |
| 1    | 3      | Derrick Atkins        | Bahamas    | 10"28 | Q    |
| 2    | 4      | Andreij Epišin        | Russia     | 10"34 | Q    |
| 3    | 9      | Jaysuma Saidy Ndure   | Norvegia   | 10"37 | Q    |
| 4    | 6      | Uchenna Emedolu       | Nigeria    | 10"46 | Q    |
| 5    | 2      | Suwaibou Sanneh       | Gambia     | 10"52 |      |
| 6    | 5      | Sandro Viana          | Brasile    | 10"60 |      |
| 7    | 7      | Chun Ho Lai           | Hong Kong  | 10"63 |      |
| 8    | 8      | Abu Abdullah Mohammed | Bangladesh | 11"07 |      |

### 9ª Batteria
Ore 10:49.

| Pos. | Corsia | Atleta            | Paese             | Tempo | Note |
| ---- | ------ | ----------------- | ----------------- | ----- | ---- |
| 1    | 6      | Samuel Francis    | Qatar             | 10"40 | Q    |
| 2    | 5      | Marc Burns        | Trinidad e Tobago | 10"46 | Q    |
| 3    | 9      | Matic Osovnikar   | Slovenia          | 10"46 | Q    |
| 4    | 7      | Rolando Palacios  | Honduras          | 10"49 |      |
| 5    | 2      | Ruslan Abbasov    | Azerbaigian       | 10"58 |      |
| 6    | 4      | Sébastien Gattuso | Monaco            | 10"70 |      |
| 7    | 8      | Jack Howard       | Micronesia        | 11"03 |      |
| 8    | 3      | Gordon Heather    | Isole Cook        | 11"41 | RP   |

### 10ª Batteria
Ore 10:57.

| Pos. | Corsia | Atleta                | Paese            | Tempo | Note |
| ---- | ------ | --------------------- | ---------------- | ----- | ---- |
| 1    | 4      | Churandy Martina      | Antille Olandesi | 10"35 | Q    |
| 2    | 5      | Naoki Tsukahara       | Giappone         | 10"39 | Q    |
| 3    | 6      | Simeon Williamson     | Gran Bretagna    | 10"42 | Q    |
| 4    | 9      | Tobias Benjamin Unger | Germania         | 10"46 | Q    |
| 5    | 8      | Franklin Nazareno     | Ecuador          | 10"60 |      |
| 6    | 7      | Wilfried Bingangoye   | Gabon            | 10"87 |      |
| 7    | 2      | Moumi Sébergué        | Ciad             | 11"14 |      |
| 8    | 3      | Okilani Tinilau       | Tuvalu           | 11"48 | RN   |

### Graduatoria batterie
| Batteria | Corsia | Atleta                        | Paese                     | Tempo | Note |
| -------- | ------ | ----------------------------- | ------------------------- | ----- | ---- |
| 6        | 5      | Tyrone Edgar                  | Gran Bretagna             | 10"13 | Q    |
| 4        | 3      | Michael Frater                | Giamaica                  | 10"15 | Q    |
| 2        | 5      | Asafa Powell                  | Giamaica                  | 10"16 | Q    |
| 2        | 3      | Kim Collins                   | Saint Kitts e Nevis       | 10"17 | Q    |
| 1        | 3      | Usain Bolt                    | Giamaica                  | 10"20 | Q    |
| 2        | 7      | Craig Pickering               | Gran Bretagna             | 10"21 | Q    |
| 4        | 6      | Darrel Brown                  | Trinidad e Tobago         | 10"22 | Q    |
| 4        | 4      | Pierre Browne                 | Canada                    | 10"22 | Q    |
| 5        | 2      | Tyson Gay                     | Stati Uniti               | 10"22 | Q    |
| 1        | 9      | Daniel Bailey                 | Antigua e Barbuda         | 10"24 | Q    |
| 3        | 8      | Richard Thompson              | Trinidad e Tobago         | 10"24 | Q    |
| 4        | 7      | Nobuharu Asahara              | Giappone                  | 10"25 | Q    |
| 7        | 4      | Francis Obikwelu              | Portogallo                | 10"25 | Q    |
| 6        | 6      | Darvis Patton                 | Stati Uniti               | 10"25 | Q    |
| 1        | 6      | Vicente Lima                  | Brasile                   | 10"26 | Q    |
| 3        | 5      | Martial Mbandjock             | Francia                   | 10"26 | Q    |
| 6        | 7      | Ronald Pognon                 | Francia                   | 10"26 | Q    |
| 8        | 3      | Derrick Atkins                | Bahamas                   | 10"28 | Q    |
| 1        | 2      | Jenris Vizcaíno               | Cuba                      | 10"28 | Q    |
| 5        | 5      | Olusoji Fasuba                | Nigeria                   | 10"29 | Q    |
| 5        | 4      | José Carlos Moreira           | Brasile                   | 10"29 | Q    |
| 3        | 4      | Simone Collio                 | Italia                    | 10"32 | Q    |
| 8        | 4      | Andreij Epišin                | Russia                    | 10"34 | Q    |
| 7        | 2      | Obinna Metu                   | Nigeria                   | 10"34 | Q    |
| 5        | 7      | Ángel David Rodriguez         | Spagna                    | 10"34 | Q    |
| 3        | 2      | Aziz Zakari                   | Ghana                     | 10"34 | Q    |
| 7        | 5      | Walter Dix                    | Stati Uniti               | 10"35 | Q    |
| 2        | 2      | Daniel Grueso                 | Colombia                  | 10"35 | Q    |
| 3        | 6      | Andrew Hinds                  | Barbados                  | 10"35 | Q    |
| 10       | 4      | Churandy Martina              | Antille Olandesi          | 10"35 | Q    |
| 7        | 6      | Anson Henry                   | Canada                    | 10"37 | Q    |
| 8        | 9      | Jaysuma Saidy Ndure           | Norvegia                  | 10"37 | Q    |
| 6        | 2      | Kai Hu                        | Cina                      | 10"39 | Q    |
| 10       | 5      | Naoki Tsukahara               | Giappone                  | 10"39 | Q    |
| 9        | 6      | Samuel Francis                | Qatar                     | 10"40 | Q    |
| 10       | 6      | Simeon Williamson             | Gran Bretagna             | 10"42 | Q    |
| 2        | 9      | Dariusz Kuć                   | Polonia                   | 10"44 | Q    |
| 9        | 5      | Marc Burns                    | Trinidad e Tobago         | 10"46 | Q    |
| 9        | 9      | Matic Osovnikar               | Slovenia                  | 10"46 | Q    |
| 10       | 9      | Tobias Benjamin Unger         | Germania                  | 10"46 | Q    |
| 3        | 3      | Suryo Agung Wibowo            | Indonesia                 | 10"46 |      |
| 1        | 4      | Fabio Cerutti                 | Italia                    | 10"49 |      |
| 9        | 7      | Rolando Palacios              | Honduras                  | 10"49 |      |
| 2        | 8      | Béranger Bossé                | Rep. Centrafricana        | 10"51 |      |
| 5        | 9      | Lukas Milo                    | Rep. Ceca                 | 10"52 |      |
| 8        | 2      | Suwaibou Sanneh               | Gambia                    | 10"52 |      |
| 6        | 4      | Abdullah Al Sooli             | Oman                      | 10"53 | RP   |
| 7        | 8      | Dmytro Hluščenko              | Ucraina                   | 10"57 |      |
| 4        | 9      | Holder da Silva               | Guinea-Bissau             | 10"58 |      |
| 5        | 2      | Ruslan Abbasov                | Azerbaigian               | 10"58 |      |
| 10       | 8      | Franklin Nazareno             | Ecuador                   | 10"60 |      |
| 8        | 5      | Sandro Viana                  | Brasile                   | 10"60 |      |
| 1        | 5      | Jurgen Themen                 | Suriname                  | 10"61 | RP   |
| 5        | 8      | Mhadjou Youssouf              | Comore                    | 10"62 | RP   |
| 4        | 2      | Idrissa Sanou                 | Burkina Faso              | 10"63 |      |
| 8        | 7      | Chun Ho Lai                   | Hong Kong                 | 10"63 |      |
| 6        | 8      | Desislav Gunev                | Bulgaria                  | 10"66 |      |
| 9        | 4      | Sébastien Gattuso             | Monaco                    | 10"70 |      |
| 7        | 3      | Calvin Kang                   | Singapore                 | 10"73 |      |
| 1        | 8      | Moses Kamut                   | Vanuatu                   | 10"81 |      |
| 10       | 7      | Wilfried Bingangoye           | Gabon                     | 10"87 |      |
| 3        | 7      | Jared Lewis                   | Saint Vincent e Grenadine | 11"00 |      |
| 5        | 3      | Danny D'Souza                 | Seychelles                | 11"00 |      |
| 4        | 8      | Ghyd-Kermeliss-Holly Olonghot | Rep. del Congo            | 11"01 |      |
| 9        | 8      | Jack Howard                   | Micronesia                | 11"03 |      |
| 8        | 8      | Abu Abdullah Mohammed         | Bangladesh                | 11"07 |      |
| 1        | 7      | Francis Manioru               | Isole Salomone            | 11"09 |      |
| 7        | 3      | Ali Shareef                   | Maldive                   | 11"11 | RN   |
| 10       | 2      | Moumi Sébergué                | Ciad                      | 11"14 |      |
| 2        | 6      | Aisea Tohi                    | Tonga                     | 11"17 |      |
| 2        | 4      | Roman Cress                   | Isole Marshall            | 11"18 |      |
| 3        | 9      | Rabangaki Nawai               | Kiribati                  | 11"29 |      |
| 7        | 9      | Jesse Tamangrow               | Palau                     | 11"38 | RP   |
| 9        | 3      | Gordon Heather                | Isole Cook                | 11"41 | RP   |
| 4        | 5      | Massoud Azizi                 | Afghanistan               | 11"45 |      |
| 8        | 3      | Okilani Tinilau               | Tuvalu                    | 11"48 | RN   |
| 6        | 9      | Souksavanh Tonsacktheva       | Laos                      | 11"51 |      |
| 7        | 7      | Michandong Reginaldo          | Guinea Equatoriale        | 11"61 |      |
| 5        | 6      | Shanahan Sanitoa              | Samoa Americane           | 12"60 |      |

Legenda:
- Q = Qualificato per il turno successivo;
- q = Ripescato per il turno successivo;
- RN = Record nazionale;
- RP = Record personale.

## Quarti di finale
Venerdì 15 agosto.

Accedono alle Semifinali i primi 3 classificati di ciascuna serie. Viene ripescato il miglior tempo degli esclusi.

### 1° Quarto
Ore 19:45.

| Pos. | Corsia | Atleta            | Paese             | Tempo | Note  |
| ---- | ------ | ----------------- | ----------------- | ----- | ----- |
| 1    | 4      | Churandy Martina  | Antille Olandesi  | 9"99  | Q, RN |
| 2    | 7      | Michael Frater    | Giamaica          | 10"09 | Q     |
| 3    | 6      | Naoki Tsukahara   | Giappone          | 10"23 | Q     |
| 4    | 9      | Simeon Williamson | Gran Bretagna     | 10"32 |       |
| 5    | 3      | Jenris Vizcaíno   | Cuba              | 10"33 |       |
| 6    | 5      | Pierre Brown      | Canada            | 10"36 |       |
| 7    | 2      | Dariusz Kuć       | Polonia           | 10"46 |       |
| 8    | 8      | Darrell Brown     | Trinidad e Tobago | 10"93 |       |

### 2° Quarto
Ore 19:52.

| Pos. | Corsia | Atleta              | Paese             | Tempo | Note |
| ---- | ------ | ------------------- | ----------------- | ----- | ---- |
| 1    | 6      | Richard Thompson    | Trinidad e Tobago | 9"99  | Q    |
| 2    | 4      | Tyson Gay           | Stati Uniti       | 10"09 | Q    |
| 3    | 7      | Martial Mbandjock   | Francia           | 10"16 | Q    |
| 4    | 5      | Olusoji Fasuba      | Nigeria           | 10"21 |      |
| 5    | 2      | Andrew Hinds        | Barbados          | 10"25 |      |
| 6    | 8      | José Carlos Moreira | Brasile           | 10"32 |      |
| 7    | 9      | Simone Collio       | Italia            | 10"33 |      |
| 8    | 3      | Daniel Grueso       | Colombia          | 10"37 |      |

### 3° Quarto
Ore 19:59.

| Pos. | Corsia | Atleta                | Paese               | Tempo | Note |
| ---- | ------ | --------------------- | ------------------- | ----- | ---- |
| 1    | 6      | Marc Burns            | Trinidad e Tobago   | 10"05 | Q    |
| 2    | 4      | Kim Collins           | Saint Kitts e Nevis | 10"07 | Q    |
| 3    | 5      | Tyrone Edgar          | Gran Bretagna       | 10"10 | Q    |
| 4    | 7      | Samuel Francis        | Qatar               | 10"11 | q    |
| 5    | 9      | Ronald Pognon         | Francia             | 10"21 |      |
| 6    | 8      | Matic Osovnikar       | Slovenia            | 10"24 |      |
| 7    | 2      | Tobias Benjamin Unger | Germania            | 10"36 |      |
| 8    | 3      | Nobuharu Asahara      | Giappone            | 10"37 |      |

### 4° Quarto
Ore 20:06.

| Pos. | Corsia | Atleta                | Paese         | Tempo | Note |
| ---- | ------ | --------------------- | ------------- | ----- | ---- |
| 1    | 7      | Usain Bolt            | Giamaica      | 9"92  | Q    |
| 2    | 5      | Darvis Patton         | Stati Uniti   | 10"04 | Q    |
| 3    | 4      | Francis Obikwelu      | Portogallo    | 10"09 | Q    |
| 4    | 8      | Jaysuma Saidy Ndure   | Norvegia      | 10"14 |      |
| 5    | 9      | Craig Pickering       | Gran Bretagna | 10"18 |      |
| 6    | 6      | Obinna Metu           | Nigeria       | 10"27 |      |
| 7    | 3      | Anson Henry           | Canada        | 10"33 |      |
| 8    | 2      | Ángel David Rodriguez | Spagna        | 10"35 |      |

### 5° Quarto
Ore 20:13.

| Pos. | Corsia | Atleta         | Paese             | Tempo | Note |
| ---- | ------ | -------------- | ----------------- | ----- | ---- |
| 1    | 7      | Asafa Powell   | Giamaica          | 10"02 | Q    |
| 2    | 9      | Walter Dix     | Stati Uniti       | 10"08 | Q    |
| 3    | 5      | Derrick Atkins | Bahamas           | 10"14 | Q    |
| 4    | 4      | Daniel Bailey  | Antigua e Barbuda | 10"23 |      |
| 5    | 3      | Aziz Zakari    | Ghana             | 10"24 |      |
| 6    | 6      | Andreij Epišin | Russia            | 10"25 |      |
| 7    | 8      | Vicente Lima   | Brasile           | 10"31 |      |
| 8    | 2      | Kai Hu         | Cina              | 10"40 |      |

### Graduatoria qualificati
| Pos. | Serie | Corsia | Atleta            | Paese               | Tempo | Note |
| ---- | ----- | ------ | ----------------- | ------------------- | ----- | ---- |
| 1    | 4     | 7      | Usain Bolt        | Giamaica            | 9"92  |      |
| 2    | 1     | 4      | Churandy Martina  | Antille Olandesi    | 9"99  |      |
| 3    | 2     | 6      | Richard Thompson  | Trinidad e Tobago   | 9"99  |      |
| 4    | 5     | 7      | Asafa Powell      | Giamaica            | 10"02 |      |
| 5    | 4     | 5      | Darvis Patton     | Stati Uniti         | 10"04 |      |
| 6    | 3     | 6      | Marc Burns        | Trinidad e Tobago   | 10"05 |      |
| 7    | 3     | 4      | Kim Collins       | Saint Kitts e Nevis | 10"07 |      |
| 8    | 5     | 9      | Walter Dix        | Stati Uniti         | 10"08 |      |
| 9    | 1     | 7      | Michael Frater    | Giamaica            | 10"09 |      |
| 10   | 2     | 4      | Tyson Gay         | Stati Uniti         | 10"09 |      |
| 11   | 4     | 4      | Francis Obikwelu  | Portogallo          | 10"09 |      |
| 12   | 3     | 5      | Tyrone Edgar      | Gran Bretagna       | 10"10 |      |
| 13   | 3     | 7      | Samuel Francis    | Qatar               | 10"11 |      |
| 14   | 5     | 5      | Derrick Atkins    | Bahamas             | 10"14 |      |
| 15   | 2     | 7      | Martial Mbandjock | Francia             | 10"16 |      |
| 16   | 1     | 6      | Naoki Tsukahara   | Giappone            | 10"23 |      |

Legenda:
- Q = Qualificato per le semifinali;
- q = Ripescato per le semifinali;
- RN = Record nazionale;
- RP = Record personale.

## Semifinali
Sabato 16 agosto.

Video delle Semifinali

Accedono alla Finale i primi 4 classificati di ciascuna semifinale. Non ci sono ripescaggi.

### 1ª Semifinale
Ore 20:05.

| Pos. | Corsia | Atleta         | Paese               | Tempo | Note |
| ---- | ------ | -------------- | ------------------- | ----- | ---- |
| 1    | 7      | Usain Bolt     | Giamaica            | 9"85  | Q    |
| 2    | 6      | Walter Dix     | Stati Uniti         | 9"95  | Q    |
| 3    | 4      | Marc Burns     | Trinidad e Tobago   | 9"97  | Q    |
| 4    | 9      | Michael Frater | Giamaica            | 10"01 | Q    |
| 5    | 5      | Kim Collins    | Saint Kitts e Nevis | 10"05 |      |
| 6    | 2      | Derrick Atkins | Bahamas             | 10"13 |      |
| 7    | 8      | Tyrone Edgar   | Gran Bretagna       | 10"18 |      |
| 8    | 3      | Samuel Francis | Qatar               | 10"20 |      |

### 2ª Semifinale
Ore .

| Pos. | Corsia | Atleta            | Paese             | Tempo | Note  |
| ---- | ------ | ----------------- | ----------------- | ----- | ----- |
| 1    | 6      | Asafa Powell      | Giamaica          | 9"91  | Q     |
| 2    | 7      | Richard Thompson  | Trinidad e Tobago | 9"93  | Q     |
| 3    | 5      | Churandy Martina  | Antille Olandesi  | 9"94  | Q, RN |
| 4    | 4      | Darvis Patton     | Stati Uniti       | 10"03 | Q     |
| 5    | 9      | Tyson Gay         | Stati Uniti       | 10"05 |       |
| 6    | 8      | Francis Obikwelu  | Portogallo        | 10"10 |       |
| 7    | 3      | Naoki Tsukahara   | Giappone          | 10"16 |       |
| 8    | 2      | Martial Mbandjock | Francia           | 10"18 |       |

### Graduatoria qualificati
| Pos. | Serie | Corsia | Atleta           | Paese             | Tempo |
| ---- | ----- | ------ | ---------------- | ----------------- | ----- |
| 1    | 1     | 7      | Usain Bolt       | Giamaica          | 9"85  |
| 2    | 2     | 6      | Asafa Powell     | Giamaica          | 9"91  |
| 3    | 2     | 7      | Richard Thompson | Trinidad e Tobago | 9"93  |
| 4    | 2     | 5      | Churandy Martina | Antille Olandesi  | 9"94  |
| 5    | 1     | 6      | Walter Dix       | Stati Uniti       | 9"95  |
| 6    | 1     | 4      | Marc Burns       | Trinidad e Tobago | 9"97  |
| 7    | 1     | 9      | Michael Frater   | Giamaica          | 10"01 |
| 8    | 2     | 4      | Darvis Patton    | Stati Uniti       | 10"03 |

Legenda:
- Q = Qualificato per la finale;
- RN = Record nazionale;
- RP = Record personale.

## Finale

Video della Finale

Sabato 16 agosto, ore 22:30. Stadio nazionale di Pechino.
| Pos. | Corsia | Atleta           | Paese             | Tempo | Note                          |
| ---- | ------ | ---------------- | ----------------- | ----- | ----------------------------- |
| Oro  | 4      | Usain Bolt       | Giamaica          | 9"69  | Record mondiale               |
|      | 5      | Richard Thompson | Trinidad e Tobago | 9"89  | Miglior prestazione personale |
|      | 3      | Walter Dix       | Stati Uniti       | 9"91  | Miglior prestazione personale |
| 4    | 9      | Churandy Martina | Antille Olandesi  | 9"93  | Record nazionale              |
| 5    | 7      | Asafa Powell     | Giamaica          | 9"95  |                               |
| 6    | 2      | Michael Frater   | Giamaica          | 9"97  |                               |
| 7    | 8      | Marc Burns       | Trinidad e Tobago | 10"01 |                               |
| 8    | 6      | Darvis Patton    | Stati Uniti       | 10"03 |                               |